# One Man and a Baby
One Man and a Baby is de twaalfde aflevering van het eerste seizoen van het tienerdrama Beverly Hills, 90210, die voor het eerst werd uitgezonden op 24 januari 1991. De titel geeft een referentie aan Three Men and a Baby (1987), een film met Tom Selleck, Steve Guttenberg en Ted Danson.
Vaste spelers Gabrielle Carteris, Luke Perry, Brian Austin Green, Douglas Emerson en Tori Spelling verschijnen allemaal niet in deze aflevering. Kristin Dattilo had een gastrol in de aflevering. Toen Beverly Hills, 90210 nog in productie zat, werd haar de rol van Brenda Walsh aangeboden. Deze sloeg ze toen af.

## Verhaal
Brandon begint uit te gaan met Melissa, een tienermoeder. Na verscheidene omstandigheden eindigt Brandon alleen met haar kind en ontdekt hij hoe zwaar het kan zijn om een kind te verzorgen. Ondertussen krijgen Kelly en Brenda parachutespringlessen als ze de juiste beller op een radioprogramma zijn. Brenda is terughoudend, maar besluit haar angsten te overwinnen.

## Rolverdeling
- Jason Priestley - Brandon Walsh
- Shannen Doherty - Brenda Walsh
- Jennie Garth - Kelly Taylor
- Ian Ziering - Steve Sanders
- Carol Potter - Cindy Walsh
- James Eckhouse - Jim Walsh
- Joe E. Tata - Nat Bussichio
- Kristin Dattilo - Melissa Coolidge
- Melinda O. Fee - Mrs. Coolidge
- Paul Satterfield - Don